# سالرنو
سالِرْنو (به ایتالیایی: Salerno) یکی از شهرهای ناحیهٔ کامپانیا در جنوب غرب ایتالیا است.

## جغرافیا
این شهر در ساحل خلیج سالرنو واقع شده است. سالرنو پیشینهٔ فرهنگی غنی و متنوعی داشته و امروزه نیز از مهم‌ترین مراکز فرهنگی ایتالیا به‌شمار می‌رود.

## تاریخچه

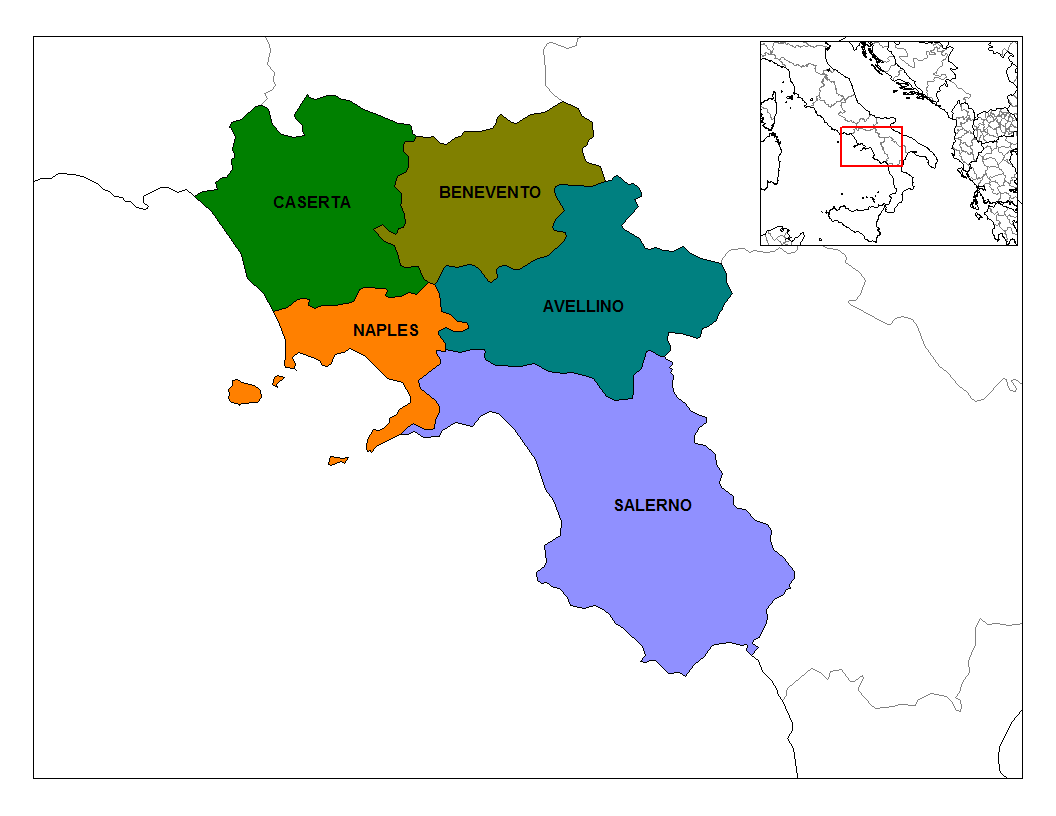

سالرنو در سدهٔ ۱۶ میلادی به یکی از بزرگ‌ترین مراکز آموزشی، فرهنگی و هنری لردهای فئودال جنوب ایتالیا مبدل گشته بود.
در سال ۱۶۹۴ میلادی این شهر توسط چندین زمین‌لرزهٔ مهلک با خاک یکسان شد. پادشاه ایتالیا در سال ۱۹۴۳ پس از امضای پیمان صلح با متفقین در جریان جنگ جهانی دوم، رم را ترک نموده و برای مدتی ساکن سالرنو شد و در این مدت با سران متفقین به مذاکره پرداخت.

پرچم شهر سالرنو

بعدها دولت جنوبی ایتالیا در این شهر تشکیل گردید و پس از آن، سالرنو برای چند ماه به‌عنوان پایتخت ایتالیا شناخته شد.

#### طرح باززنده سازی محله قدیمی سالرنو ۱۹۹۸
در دهه ۱۹۹۰، محله قدیمی سالرنو در ایتالیا با چالش‌های متعددی در زمینه فرسودگی شهری روبرو بود. بسیاری از ساختمان‌های تاریخی این محله در حال تخریب بودند و با مشکلاتی مانند ترافیک، آلودگی و کمبود فضای سبز مواجه بود.
در سال ۱۹۹۸، شهرداری سالرنو طرحی جامع برای بازسازی و مرمت این محله را به اجرا گذاشت. این طرح که به "طرح سالرنو" معروف بود، شامل اقداماتی مانند:
حفاظت از میراث فرهنگی: بسیاری از ساختمان‌های تاریخی سالرنو، از جمله کلیسای جامع سالرنو و قلعه Arechi، مرمت و بازسازی شدند.
احداث ساختمان‌های جدید: ساختمان‌های جدیدی با طراحی مدرن در این محله احداث شدند که به رونق و پویایی آن افزودند.
ایجاد فضای سبز و محوطه‌سازی: فضای سبز و محوطه‌های عمومی جدیدی در این محله احداث شد که به بهبود کیفیت زندگی ساکنین کمک کرد.
توسعه امکانات رفاهی: امکانات رفاهی جدیدی مانند مدارس، مراکز بهداشتی و فروشگاه‌ها در این محله احداث شد.
ایجاد سیستم حمل و نقل عمومی: سیستم حمل و نقل عمومی سالرنو با احداث خطوط تراموا توسعه یافت.
طرح سالرنو یک موفقیت بزرگ بود. این برنامه به طور قابل توجهی به بهبود کیفیت زندگی در سالرنو کمک کرد و آن را به مکانی جذاب برای زندگی، کار و بازدید تبدیل کرد.
امروزه، سالرنو به عنوان یکی از زیباترین و تاریخی‌ترین شهرهای ایتالیا شناخته می‌شود و "طرح سالرنو" به عنوان یک نمونه موفق از بازسازی و مرمت شهری در سراسر جهان مورد مطالعه قرار می‌گیرد.
طرح سالرنو در سال ۱۹۹۸ به اجرا درآمد.
این برنامه شامل حفاظت از میراث فرهنگی، احداث ساختمان‌های جدید، ایجاد فضای سبز و محوطه‌سازی، توسعه امکانات رفاهی و ایجاد سیستم حمل و نقل عمومی بود.
طرح سالرنو به طور قابل توجهی به بهبود کیفیت زندگی در سالرنو کمک کرد و آن را به مکانی جذاب برای زندگی، کار و بازدید تبدیل کرد.